# Maja Bošković-Stulli
Maja Bošković-Stulli (Eszék, 1922. november 9. – Zágráb, 2012. augusztus 14.) horvát szlávista és folklorista, irodalomtörténész, író, kiadó és akadémikus, aki főként a horvát szájhagyománnyal terjedő irodalomban végzett kiterjedt kutatásairól ismert.

## Élete
Eszéken született Dragutin és Ivanka Bošković gyermekeként zsidó családban. A gimnáziumi oktatás során csatlakozott a Jugoszláviai Ifjúsági Kommunista Szövetséghez (Savez Komunističke Omladine Jugoslavije, rövidítve: SKOJ). 1943-ban Olaszország kapitulációja és a rabi koncentrációs tábor felszabadítása után csatlakozott a partizánokhoz. Családjának sok tagja elpusztult a holokauszt során, köztük szülei és nővére, Magda.
Az általános és középiskolát Zágrábban végezte. Szlavisztika tanulmányait Zágrábban, Kazanyban, Szentpéterváron és Belgrádban végezte.A Zágrábi Egyetem Filozófiai Karán 1950-ben szerzett diplomát, majd 1961-ben szerzett PhD fokozatot „Narodna predaja o vladarevoj tajni” (Népi hagyomány az uralkodó titkáról) című dolgozatával. Számos nemzeti és nemzetközi konferencián és szimpóziumon vett részt, köztük a dubrovniki Egyetemközi Központban. Sok éven át a „Narodna umjetnost” folyóirat főszerkesztője, majd a szerkesztőbizottság tagja volt. Dolgozott a Horvát Tudományos és Művészeti Akadémián, majd 1952-től nyugdíjazásáig, 1979-ig a zágrábi Etnológiai és Folklórkutató Intézetben tevékenykedett. 1963-73 között az intézet igazgatója volt. 2005-ben Horvátország történetének 35 legfontosabb nőalakja közé választották. 2012. augusztus 14-én halt meg Zágrábban, és a Mirogoj temetőben temették el.

## Munkássága
Kutatásának fő területeit a szóbeli narratívák, azok terepi, történeti, összehasonlító és elméleti elemzése képezték. Terepmunkáját a hű leírásra való törekvés, az elbeszélőkre és stilisztikai személyiségükre vonatkozó adatok rögzítése, a mesemondás kontextusába való hallás jellemezte. A munka eredménye 34 kéziratgyűjtemény és 59 magnófelvétel volt szinte egész Horvátország területéről. Ez az anyag a huszadik századi horvát szóbeli prózai örökség korpuszának jelentős részét képezi, és 1959–97-ben megjelent gyűjtemények és tudományos munkák alapját képezte. Az európai (és világ) folklórkutatás huszadik századi eredményeit és saját tudományos megfontolásait „Priče i pričanje” (Mesék és történetek, 1997) című könyvében foglalta össze.
Mintegy húsz könyvet és számos közleményt írt hazai és nemzetközi tudományos folyóiratokban. Kutatómunkájáért számos díjat kapott, 1975-ben éves szakmai díjat, 1990-ben horvát életműdíjat, 1991-ben Bécsben Herder-díjat, 1992-ben Palermóban Pitre Salomone Marino-díjat kapott. Rendes tagja volt a Horvátországi Tudományos és Művészeti Akadémiának.

## Fő művei
- Istarske narodne priče, Zagreb 1959.
- Narodne pripovijetke ("Pet stoljeća hrvatske književnosti"), Zagreb 1963.
- Narodne epske pjesme, knj. 2 ("Pet stoljeća hrvatske književnosti"), Zagreb 1964.
- Narodna predaja o vladarevoj tajni, Zagreb 1967.
- Usmena književnost ("Povijest hrvatske književnosti"), Zagreb 1978.
- Usmena književnost nekad i danas, Beograd 1983.
- Usmeno pjesništvo u obzorju književnosti, Zagreb 1984.
- Zakopano zlato. Hrvatske usmene pripovijetke, predaje i legende iz Istre, Pula – Rijeka 1986.
- U kralja od Norina. Priče, pjesme, zagonetke i poslovice s Neretve, Metković – Opuzen 1987.
- Pjesme, priče, fantastika, Zagreb 1991.
- Žito posred mora. Usmene priče iz Dalmacije, Split 1993.
- Priče i pričanje: stoljeća usmene hrvatske proze, Zagreb 1997.
- Usmene pripovijetke i predaje ("Stoljeća hrvatske književnosti"), Zagreb 1997.
- O usmenoj tradiciji i o životu, Zagreb 1999.

## Fordítás
Ez a szócikk részben vagy egészben  a   Maja Bošković-Stulli című angol Wikipédia-szócikk ezen változatának fordításán alapul.  Az eredeti cikk szerkesztőit annak laptörténete sorolja fel. Ez a jelzés csupán a megfogalmazás eredetét és a szerzői jogokat jelzi, nem szolgál a cikkben szereplő információk forrásmegjelöléseként.